# Georg II. zu Castell

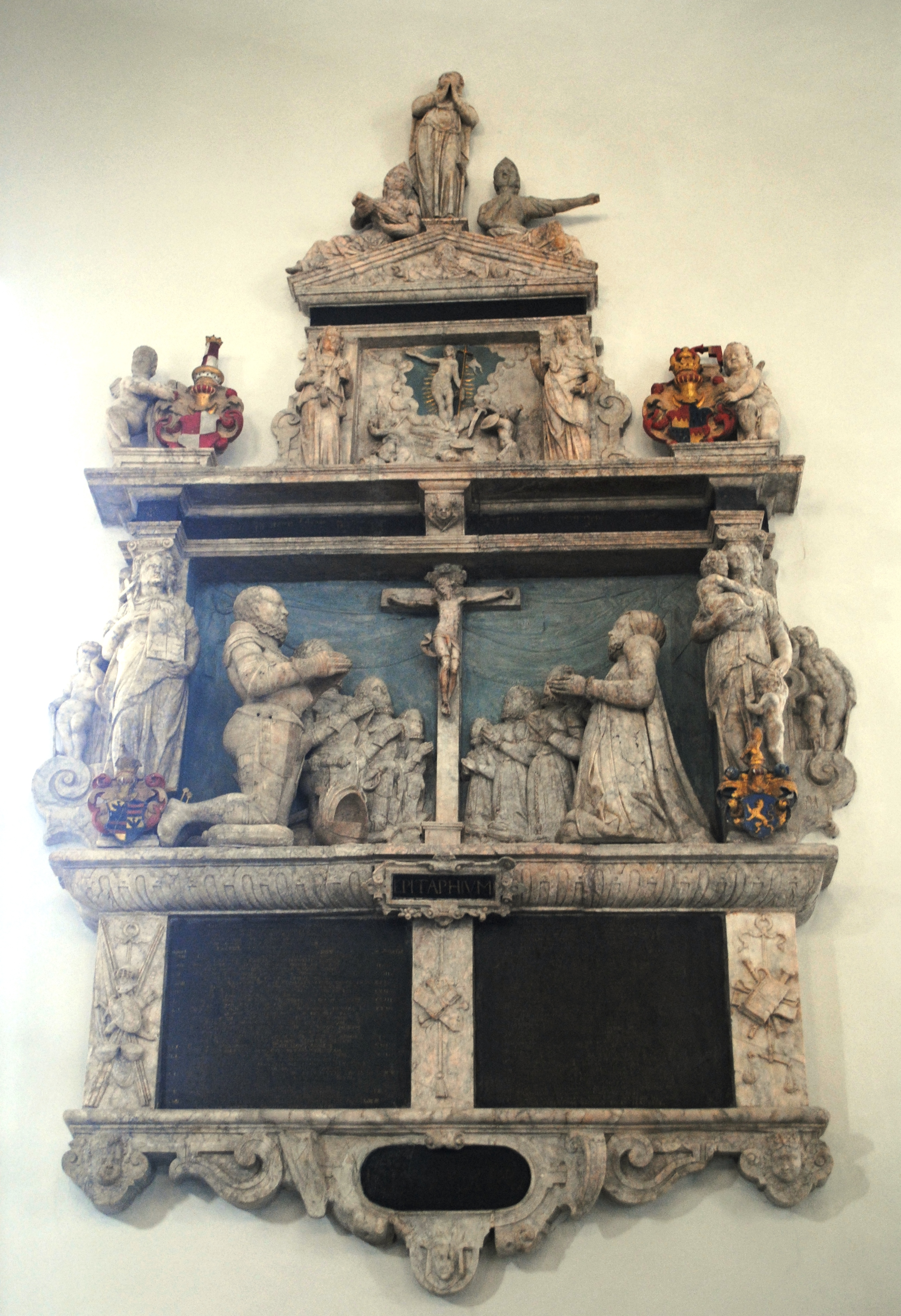
Das Epitaph Graf Georgs und seiner Ehefrau in der Kirche von Rüdenhausen

Georg II. Graf und Herr zu Castell (* 16. November 1527; † 12. November 1597 in Rüdenhausen) war von 1546 bis 1597 Landesherr der Grafschaft Castell. Er teilte sich die Herrschaft mit seinen Brüdern Konrad und Heinrich IV. Daneben war er als Diplomat tätig.

## Die Grafschaft vor Georg II.
Zu Beginn des 16. Jahrhunderts war die Grafschaft Castell in eine prekäre Situation geraten: Die großen Landesherren der Umgebung, namentlich das Hochstift Würzburg und die Markgrafschaft Ansbach, engten das Territorium der Grafschaft immer weiter ein. Friedrich IV. musste seine Hälfte an der wichtigen Stadt Volkach an den Bischof abtreten, und die Grafschaft büßte somit den Zugang zum wichtigen Fluss Main ein.
Eine weitere Entwicklung war das Aufkommen des lutherischen Glaubens, der sich, von Mitteldeutschland kommend, auch in Franken immer weiter ausbreitete. Eine der unmittelbaren Folgen der religiösen Erschütterungen war der Deutsche Bauernkrieg des Jahres 1525, in dem sich die benachteiligten Bevölkerungsschichten zusammenschlossen und mit Gewalt gegen ihre Grundherren vorgingen. Der Aufstand konnte niedergeschlagen werden, die Grafschaft wurde dennoch in Mitleidenschaft gezogen.

## Leben
Georg wurde am 16. November 1527 als Sohn Wolfgangs I. und dessen Ehefrau Martha, einer geborenen Gräfin zu Wertheim, geboren. 1540 bis 1544 studierte er an der Universität Ingolstadt, reiste 1546 nach Italien, wo er sich gemeinsam mit seinem Bruder Heinrich in Padua und Bologna aufhielt. 1548 trat er in die Dienste des Markgrafen Albrecht Alkibiades und begleitete diesen nach Italien.
Im Anschluss daran hatte der Graf mehrere Gesandtschaften inne. Unter anderem sandte man ihn nach England, Frankreich und Venedig. Im Jahr 1557 wurde er zum Geheimen Rat des Pfalzgrafen Wolfgang ernannt. Am 7. Oktober 1560 kam es zur sogenannten „Erbeinigung“ zwischen den drei regierenden Brüdern. Die Grafschaft wurde in Landesportionen aufgeteilt. Heinrich IV. erhielt die Erbschaft Remlingen, die anderen Brüder herrschten über die Ur-Grafschaft im Steigerwald.
Georg trat im Anschluss wieder in die Dienste der größeren Herren Frankens. Ab 1569 hatte er ein Amt in der Markgrafschaft Ansbach inne. Gleichzeitig wurde er Direktor des fränkischen Grafenkollegiums. Im Jahr 1579 unterzeichnete der Graf zusammen mit seinem Bruder Heinrich die Konkordienformel, zuvor war er zum lutherischen Glauben übergetreten. Georg II. Graf und Herr zu Castell starb im Alter von 69 Jahren am 12. November 1597 in Rüdenhausen.

## Ehe und Nachkommen
Graf Georg II. heiratete am 16. August 1557 auf Schloss Speckfeld Sophia Schenkin zu Limpurg in Speckfeld. Aus der Ehe gingen insgesamt sechs Kinder hervor, von denen jedoch nur drei das Erwachsenenalter erreichten. Als Nachfolger baute man den Erstgeborenen Wolfgang auf, nach der Linienspaltung wurde auch Gottfried Landesherr.
- Wolfgang (* 20. Juli 1558 in Rüdenhausen; † 30. April 1631 in Remlingen)
- Ottilie (* 26. Juni 1562; † 20. Juli 1562)
- Johann Philipp (* 21. Februar 1564 in Rüdenhausen; † 29. März 1575 in Kulmbach)
- Maria (* 3. April 1565; † 9. Juli 1634)
- Martha (* 2. November 1567; † 24. September 1569)
- Gottfried (* 16. Januar 1577 in Rüdenhausen; † 6. August 1635 in Castell)[6]